# مؤمل عبد الرضا
مؤمل عبد الرضا هو لاعب كرة قدم عراقي، من مواليد 28 مايو 1998، يلعب في صفوف نادي الطلبة، ومنتخب العراق لكرة القدم.

## روابط خارجية
- مؤمل عبد الرضا على موقع قاعدة بيانات كرة القدم.إي يو (الإنجليزية)
- مؤمل عبد الرضا على موقع Soccerway.com (الإنجليزية)
- مؤمل عبد الرضا على موقع كووورة